# Robby Robinson (culturiste)
Pour les articles homonymes, voir Robbie Robinson.
Robby Robinson, né le 24 mai 1945 ou le 4 mai 1946 à Damascus dans l'État de Géorgie aux États-Unis, est un ancien culturiste professionnel américain. Connu tôt dans sa carrière sous le nom de Robin Robinson, mais aussi sous le nom de The Black Prince et Mr Lifestyle. Il a gagné diverses compétitions incluant IFBB Mr America, World Amateur Bodybuilding Championships, Championnats Univers, Masters Olympia, et d'autres titres de la Fédération internationale de bodybuilding et fitness (IFBB), et apparait dans plusieurs films (incluant le docufiction Arnold le magnifique). Culturiste professionnel en 1975, il se retire de la compétition en 2001 à 56 ans.

## Principales récompenses
- 2000 - Mr. Olympia - Masters Over 50, 1er
- 1997 - Mr Olympia - Masters Over 50, 1er
- 1994 - Mr Olympia - Masters - IFBB, vainqueur
- 1991 - Musclefest Grand Prix - IFBB, vainqueur
- 1989 - World Pro Championships - IFBB, vainqueur
- 1988 - Niagara Falls Pro Invitational - IFBB, vainqueur
- 1981 - Mr. Universe - Pro - NABBA, vainqueur
- 1979 - Pittsburgh Pro Invitational - IFBB, vainqueur
- 1979 - Night of Champions - IFBB, vainqueur
- 1979 - Grand Prix New York - IFBB, vainqueur
- 1979 - Best in the World - IFBB, Professional, 1er
- 1978 - Professional World Cup - IFBB, vainqueur
- 1978 - Night of Champions - IFBB, vainqueur
- 1978 - Mr Olympia Heavyweight, 1er
- 1977 - Mr Olympia - IFBB, Tall, 1er
- 1976 - Mr Universe - IFBB, MiddleWeight, 1er
- 1976 - Mr Universe - IFBB, vainqueur toutes catégories
- 1976 - Mr International - IFBB, Medium, 1er
- 1976 - Mr International - IFBB, vainqueur toutes catégories
- 1975 - Mr Universe - IFBB, Medium, 1er
- 1975 - Mr World - IFBB, Medium, 1er
- 1975 - Mr World - IFBB, vainqueur toutes catégories
- 1975 - Mr. America - IFBB, Medium, 1er
- 1975 - Mr America - IFBB, vainqueur toutes catégories

### Source de la traduction
- (en) Cet article est partiellement ou en totalité issu de l’article de Wikipédia en anglais intitulé « Robby Robinson (bodybuilder) » (voir la liste des auteurs).